# Tuberkulin-Test

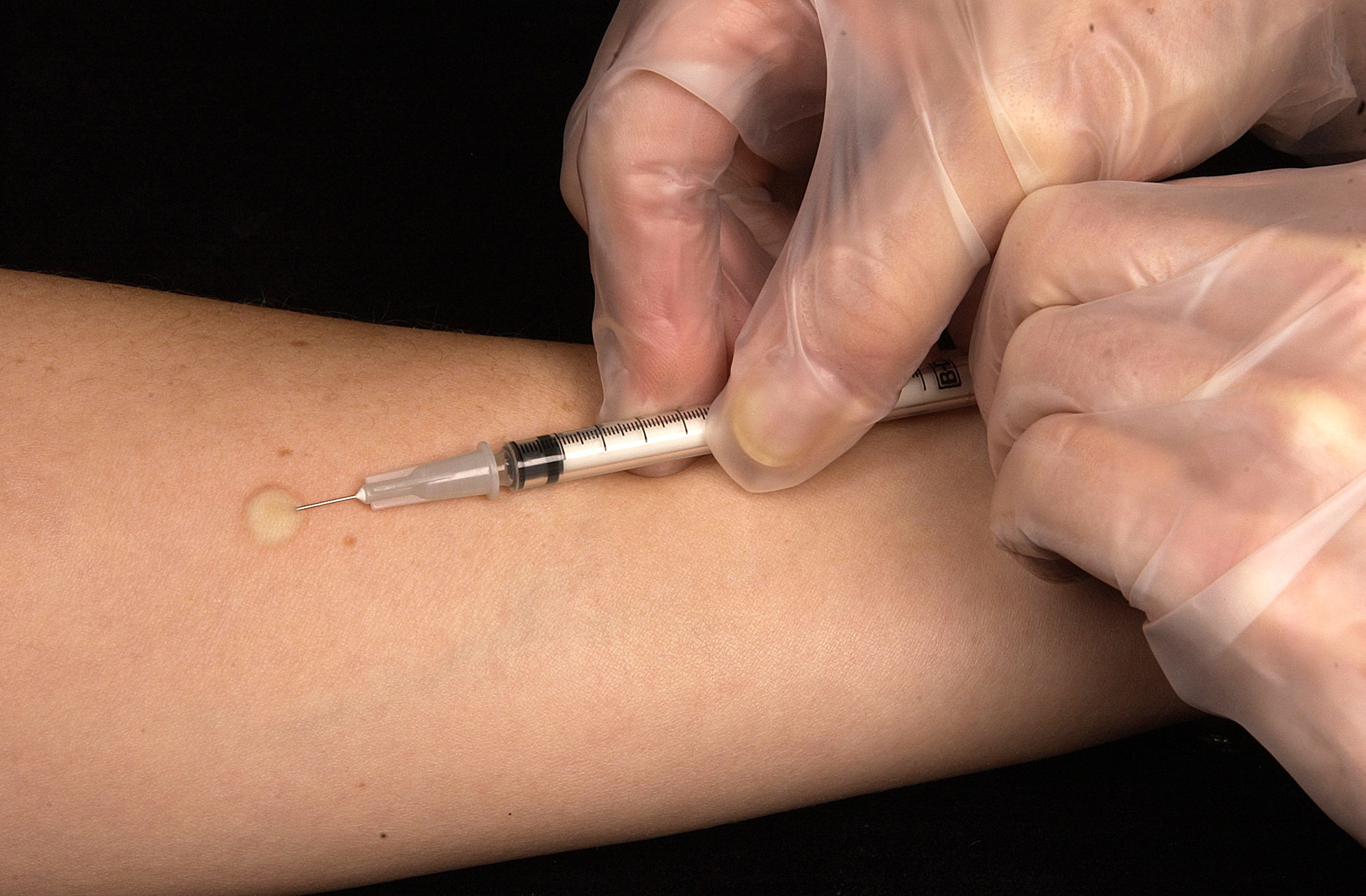
Durchführung des Mendel-Mantoux-Tests

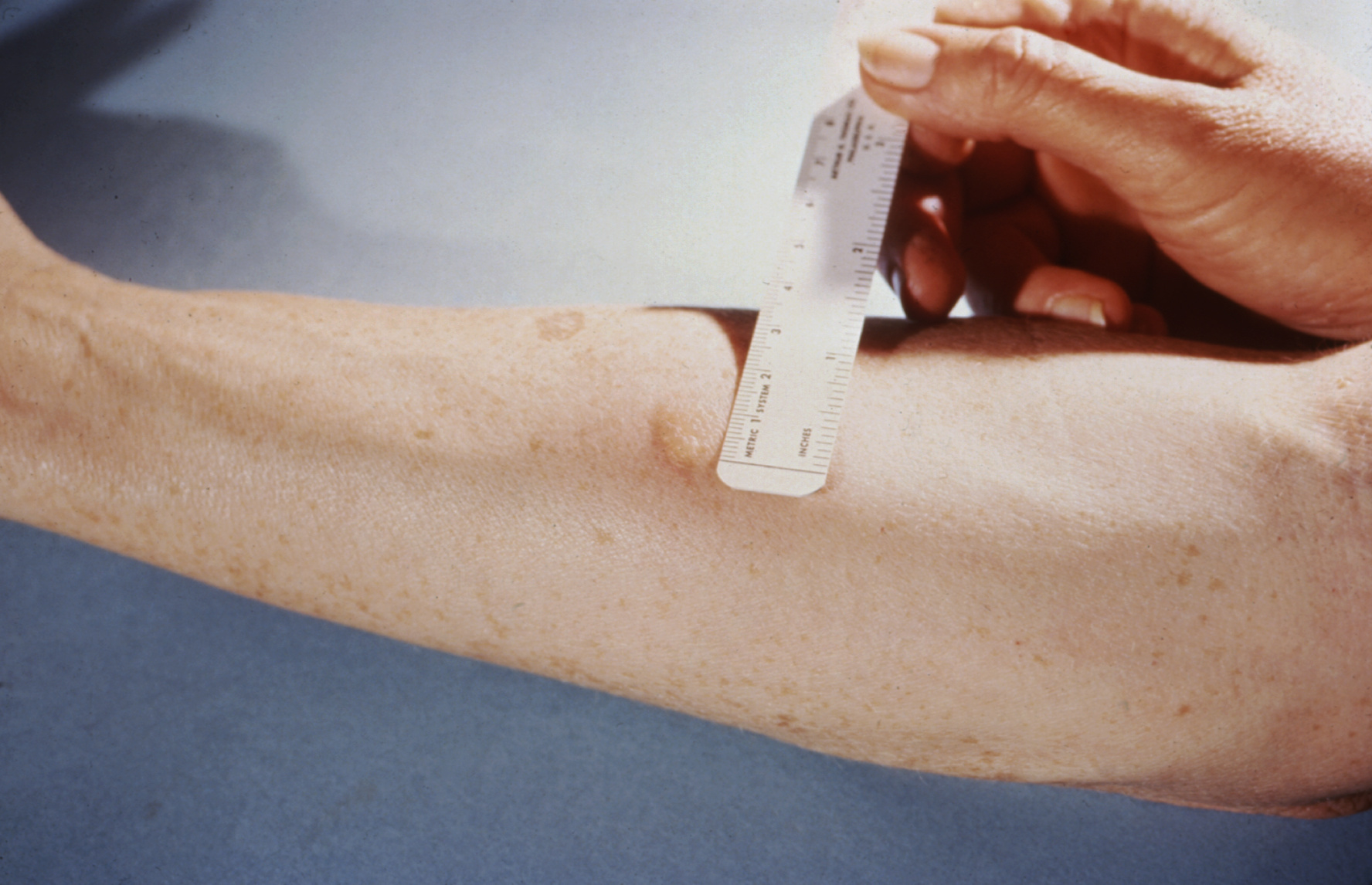
Positiver Mendel-Mantoux-Test

Ein Tuberkulintest ist ein Hauttest mit Tuberkulin, einem Präparat, das aus flüssigen Mykobakterien-Kulturen filtriert wird. Tuberkulin ruft beim Einbringen in die Haut eine Reaktion mit sensibilisierten T-Lymphozyten hervor, die bei Kontakt mit Tuberkulose-Erregern gebildet werden. Der Test dient also dazu, eine vorangegangene oder gegenwärtige Tuberkulose-Infektion anhand der Tuberkulinreaktion zu erkennen. Alt-Tuberkulin wurde von Robert Koch ursprünglich als Tuberkulose-Heilmittel (Therapeutikum) entwickelt. Es erwies sich jedoch dazu als ungeeignet. Tuberkulin als Tuberkulose-Diagnostikum ist dagegen in der verbesserten Zubereitung des PPD (Purified Protein Derivate) seit mehr als 100 Jahren außerordentlich wichtig (siehe unten).

## Testverfahren

### Historische Verfahren

#### Pirquet-Probe
Ein 1907 erstmals vorgestellter Test nach der Einführung des Tuberkulins war die Pirquet-Probe, auch Pirquet-Reaktion. Clemens von Pirquet fand 1907 die nach ihm benannte Tuberkulin-Hautreaktion. Dabei wurde mit einer Pipette Tuberkulin an zwei Stellen im Abstand von 10 cm auf die entfettete Haut aufgebracht und anschließend in die Haut eingebohrt (skarifiziert). Eine dritte Bohrung ohne Tuberkulin wurde als negative Kontrollstelle dazwischen angebracht um eine unspezifische Reaktion abzugrenzen. Es gab mehrere Varianten des Testverfahrens. Wenn nach 48 Stunden Knötchen (Papeln) mit einem Durchmesser von mehr als 5 mm entstanden, war das Ergebnis positiv, eine vorausgegangene Tuberkuloseinfektion war anzunehmen. Die Probe ließ keine Rückschlüsse auf den Sitz oder die Aktivität der Tuberkulose zu.

#### Percutane Probe nach Moro
Ernst Moro stellte ebenfalls 1907 seine Percutane Probe vor. Nach Einreiben der intakten vorgereinigten Haut mit einer Tuberkulinsalbe wurde ein sich nach 48 Stunden entwickeltes Ekzem als positiv bewertet. Wegen der unkomplizierten schmerzfreien Applikation wurde die ansonsten unsichere Testmethode bevorzugt bei kleinen Kindern angewandt.

#### Konjunktivale Tuberkulinprobe
Der dritte 1907 vorgestellte Test war die Konjunktivale Tuberkulinprobe nach Wolff-Eisner, bei der eine Tuberkulinlösung auf die Bindehaut eines Auges getropft wurde. Bereits nach 6–12 h kam es im positiven Fall zu einer mehr oder weniger starken Bindehautentzündung. Aufgrund ihrer Komplikationen wurde die Methode wenig angewandt. Im Jahr 1907 führte auch Albert Calmette die konjunktivale Tuberkulinreaktion ein.

#### Epicutanprobe
Auf ein abgeschmirgeltes Hautareal wurde ein tuberkulingetränktes Pflaster aufgeklebt.

#### Pflasterprobe nach Hamburger
Nach Hamburger wurde ein tuberkulinbestrichenes Pflaster oberhalb der linken Mamille aufgeklebt und nach 24 Stunden abgenommen. Der Test wurde nach 48 Stunden abgelesen. Er wurde bis in die 1970er Jahre bevorzugt bei Reihenuntersuchungen in Kindergärten und Schulen angewandt.

#### Stempeltest

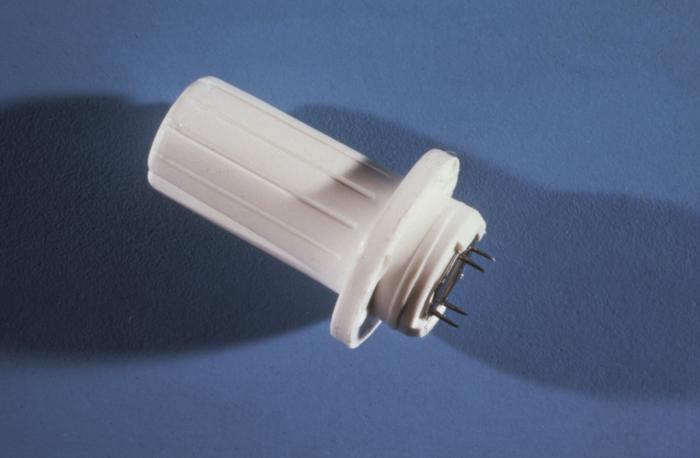
Tinetest

Eine vereinfachte Möglichkeit der Durchführung bestand darin, das Tuberkulin mit einem kommerziell erhältlichen Stempel (Tinetest®, Tubergen®-Test) auf die Innenseite eines Unterarms aufzutragen. Dort war es punktförmig sichtbar. Der Test konnte zwischen dem vierten und siebten Tag nach Injektion abgelesen werden und galt als positiv, wenn sich eine fühlbare Papel von mindestens 2 mm Durchmesser feststellen ließ – eine Rötung allein war nicht ausreichend. Der Nachteil dieser Methode bestand in seiner relativ geringen Spezifität und Sensitivität. Die Produktion von Stempeltesten wurde deshalb 2005 eingestellt. Der Test ist in Deutschland und seinen Nachbarländern nicht mehr erhältlich, da er keine Zulassung vom BfArM (oder entsprechender Behörden im Ausland) mehr hat.

#### Heaf Test
Der Heaf Test war eine Variante des Stempeltestes in Großbritannien. Mindestens sechs auf einer Kunststoff- oder Metallplatte sitzende tuberkulinbenetzte Stacheln wurden mit dem Instrument des Heaf Multiple Puncture Apparatus in die oberflächliche Haut eingedrückt. Das Ausmaß der Reaktion wurde im positiven Ausfall drei bis zehn Tage nach der Applikation in vier Grade unterteilt und klinisch bewertet. Die Produktion des Heaf Testes wurde 2005 eingestellt.

### Aktueller Standard und Entwicklungen

#### Intrakutantest nach Mendel-Mantoux
Für eine exaktere Untersuchung ist der Mendel-Mantoux-Test (international ist die Bezeichnung Mantoux-Test geläufiger) in Gebrauch. Dabei werden 2 TU (tuberculin units) – 0,1 ml – Tuberkulin RT23 des Statens Serum Instituts in Kopenhagen (in Deutschland seit September 2005 zugelassen) streng intrakutan in die oberste Hautschicht (Epidermis) der Volarseite des Unterarms gespritzt. Nach der Injektion darf die Teststelle nicht gerieben oder übermäßiger UV-Strahlung ausgesetzt werden. Der Test wird nach frühestens 48 Stunden, besser nach 72 Stunden abgelesen und gilt bei gesunden Tuberkuloseexponierten als Hinweis auf eine Tuberkuloseinfektion, wenn sich eine über 5 mm große verhärtete Schwellung (Induration) zeigt. Die nunmehr verfügbaren Interferon-Gamma-Tests können ergänzend zur exakteren Klärung der Frage einer Tuberkuloseinfektion beitragen. Durch die wesentlich genauere Verabreichung der Tuberkulinmenge ist er zuverlässiger als der Stempeltest.

#### Beurteilung des Testes nach Mendel-Mantoux
Üblicherweise wird die Beurteilung an die klinische Situation angepasst. Der Cut-Off für den positiven Ausfall wird bei abgeschwächter Abwehr nach unten in den Bereich ab 5 mm transversalem Durchmesser einer tastbaren Induration verlagert. Bei gesunden Jugendlichen und Erwachsenen ohne vorherige BCG-Impfung und ohne aktuelle Exposition liegt der Cut-off so im Regelfall bei 10 mm transversalem Durchmesser. Die Bewertung erfolgt nach nationalen Richtlinien, die unter Umständen leicht variieren und mitunter Zusatzkriterien berücksichtigen. In Deutschland wird nach den Richtlinien des Deutschen Zentralkomitees zur Bekämpfung der Tuberkulose (DZK) verfahren. Die aktuelle Richtlinie findet sich unter Punkt 3.5.2 in der Veröffentlichung: Neue Richtlinien für die Umgebungsuntersuchungen bei Tuberkulose.

#### C-Tb-Test
Der provisorisch bezeichnete C-Tb-Test des Staten-Serum-Institutes SSI in Dänemark 2014 hat die klinische Erprobungsphase III mit exzellenten Ergebnissen abgeschlossen. Im Gegensatz zu dem biologisch gewonnenen PPD wird die Mischung des C-Tb Tests gentechnisch mit definierten Antigenen gewonnen. Dadurch sind Steigerungen der Spezifität und auch der Sensitivität zu erwarten, die den C-TB-Test bei Reihenuntersuchungen als verlässliche und kostengünstige Alternative zu Gamma-Interferon-Testen erhoffen lassen. Die europäische Zulassung des C-Tb-Testes wird für 2017 erwartet.

## Limitierende Faktoren
Eine positive Reaktion kann nicht nur bei oder nach Tuberkulose, sondern auch nach Infektionen mit anderen sogenannten atypischen Mykobakterien und nach früherer Tuberkulose-Schutzimpfung mit dem BCG-Impfstoff als sogenannte Kreuzreaktivität auftreten. Bei einer aufblühenden bzw. fulminant verlaufenden Tuberkulose oder hochgradiger Abwehrschwäche kann der Tuberkulintest trotz bestehender Erkrankung negativ ausfallen. Dieser Zustand wird als Anergie bezeichnet. Der Test kann den Aktivitätsgrad der Erkrankung weder anzeigen noch quantifizieren.

## Bewertung
Der herkömmliche Tuberkulintest ist weiterhin ein wichtiges Hilfsmittel zur Diagnosestellung und er ermöglicht angewandt als Tuberculin Survey die Abschätzung der Durchseuchung verschiedener Bevölkerungsgruppen. Seine Interpretation und prognostische Wertigkeit beruht auf einer über einhundert Jahre bestehenden Datenlage. Zwischen den definierten Tuberkuloseerregern und sogenannten atypischen Mycobakterien (Mycobacterium bovis zum Beispiel) differenziert der Tuberkulintest wegen der Kreuzreaktivität nicht. Ein neueres Testverfahren mit etwas spezifischerem Tb-Antigen-Nachweis und dadurch verminderter Kreuzreaktivitäten wurde 2005 in Deutschland eingeführt, siehe hierzu γ-Interferon-Test, und kann die Aussagekraft des Tuberkulintestes erhöhen. Aufgrund seiner ubiquitären Verfügbarkeit und seiner Ressourcen schonenden Anwendung wird der verbesserte Tuberkulintest seinen klinischen Stellenwert behaupten können.